# Долно Войводино
Долно Войводино е село в Южна България. То се намира в община Хасково, област Хасково.

## География
Долно Войводино се намира на 19 км от Хасково и на 36 км от Кърджали. Въпреки неголемите си площ и население, селото се радва на добро стратегическо положение и красива природа. Основен поминък на селото е засяването и отглеждането на тютюн.

## Население
Численост
Численост на населението според преброяванията през годините:
| \| Година на преброяване \| Численост \| \| --------------------- \| --------- \| \| 1934 \| 543 \| \| 1946 \| 569 \| \| 1956 \| 464 \| \| 1965 \| 324 \| \| 1975 \| 325 \| \| 1985 \| 292 \| \| 1992 \| 269 \| \| 2001 \| 204 \| \| 2011 \| 226 \| \| 2021 \| 223 \| |           |
| Година на преброяване | Численост |
| 1934 | 543       |
| 1946 | 569       |
| 1956 | 464       |
| 1965 | 324       |
| 1975 | 325       |
| 1985 | 292       |
| 1992 | 269       |
| 2001 | 204       |
| 2011 | 226       |
| 2021 | 223       |

### Етнически състав
Преброяване на населението през 2011 г.
Численост и дял на етническите групи според преброяването на населението през 2011 г.:
|                     | Численост | Дял (в %) |
| Общо                | 226       | 100,00    |
| Българи             | 66        | 29,20     |
| Турци               | 90        | 39,82     |
| Цигани              | 67        | 29,64     |
| Други               |           |           |
| Не се самоопределят |           |           |
| Неотговорили        | 2         | 0,88      |

### Вероизповедание
Основно в селото се изповядват две религии-християнска и мюсюлманска, като първата е характерна за по-голямата част от жителите на селото.

## Културни и природни забележителности
Природата на село Долно Войводино е богата на природни забележителности и исторически забележителности и артефакти.
В района на селото ще откриете много туристически атракции включително Параклис и гроб-паметник на български войник загинал при защитата на границата през 1912 година.